# Actio institoria
Jedna u nizu actiones adiecticiae qualitatis kojom se služi treća osoba, tužeći gospodara, robu koji vodi trgovinu, a s kojim je sklopljen neki obvezni odnos. 
Ako je rob inače bio ovlašten zaključiti posao (kretao se u okvirima upravljanja trgovinom), gospodara je mogao tužiti za dug u cijelosti.